# Переулок Кваренги
Переу́лок Кваре́нги — переулок в Центральном районе Санкт-Петербурга. Проходит от площади Растрелли до Смольного проезда.

## История
Первоначально — Смольный переулок (с 1821 года). Проходил без изгиба. Название дано по Смольному Воскресенскому монастырю (площадь Растрелли, дом № 3). 

В 1836—1846 годах включался в состав Монастырской улицы. 

С 1860 года на некоторых планах приводился с изгибом. 

С 30 июля 1864 года — Долгоруковский переулок. Проходил с изгибом. Название дано в честь одной из начальниц Смольного института благородных девиц Долгоруковой. 

С 6 октября 1923 года — переулок Зодчего Гваренги. Назван в честь Джакомо Кваренги. В этой форме наименование существовало до 1926 года.

В 1925—1955 годах — переулок Гваренги. 

Параллельно в 1939 году появляется наименование в современной форме, не позднее 2006 года ставшее единственным официальным.